# Mitja Leskovar
Mitja Leskovar (ur. 3 stycznia 1970 w Kranju) – słoweński duchowny rzymskokatolicki, arcybiskup, nuncjusz apostolski.

## Życiorys
29 czerwca 1995 otrzymał święcenia kapłańskie i został inkardynowany do archidiecezji lublańskiej. W 1997 rozpoczął przygotowanie do służby dyplomatycznej na Papieskiej Akademii Kościelnej. 1 lipca 2001 rozpoczął służbę w dyplomacji watykańskiej pracując jako sekretarz nuncjatury w Bangladeszu (2001–2003). Następnie w latach 2003–2014 był pracownikiem sekcji I watykańskiego Sekretariatu Stanu. W roku 2014 został radcą nuncjatury apostolskiej w Niemczech, a w 2018 w Indiach.
1 maja 2020 został mianowany przez papieża Franciszka nuncjuszem apostolskim w Iraku oraz arcybiskupem tytularnym Beneventum. Sakry biskupiej udzielił mu 8 sierpnia 2020 w katedrze lublańskiej kardynał Franc Rodé.
16 kwietnia 2024 został przeniesiony do nuncjatury apostolskiej w Demokratycznej Republice Konga.